# Чаробна лампа (Laterna magica)
Чаробна лампа (Laterna magica) је далеки предак данашњих пројектора. Први пут се помиње у XVII веку, а оптички апарат под називом Пројектор чаробна лампа (енгл. Magic Lantern Projector) је патентиран 1870. године у Америци.

## Увод
Направе које су користиле светлост и оптику, служиле су у различите сврхе. Човек је помоћу њих успевао да себи приближи и објасни појаве које су голим оком несагледиве и чудновате, али и обрнуто, да појаве објашњиве природним законима учини чудноватим и магијским. 
Једна таква справа, названа чаробна лампа, темељена је такође на принципу светлосне пројекције. Али, за разлику од камере опскуре, која је слику околног простора пројектовала у своју унутрашњост, „чаробна лампа“ је пројектовала нацртану слику у простор. Том пројекцијом су очи и ум гледалаца довођени у заблуду, што је чињено свесно, некад у религиозне или идеолошке сврхе, а некад у намери да се стекне добит. 
Прва „чаробна лампа“ била је обична уљана светиљка чији су стаклени зидови испуњени цртаним ликовима. Таква справа помиње се у једном рукопису Фонтанове из 1420. године. Први пут у литератури среће се израз „чаробна лампа“ (лат. laterna magica) у списима већ помињаног Кирхера, о чему он пише у делу Ars magie lucis et umbre (Чаробне вештине светлости и сенки) 1646. године. Кирхер је био свештеник, језуит, и један од оних из тог реда који су у својим сеансама користили „чаробну лампу“ као средство утицаја на вернике. Други тај изум приписују холандском природњаку Кристијану Хигинсу, истичући да је он први пројектовао покретне ликове помоћу „чаробне лампе“, 1656. године. Према трећем извору, ту справу је први употребио дански научник и истраживач Томас Валгенштајн, у Лиону 1665. године. Он је доцније посећивао разна места по Италији и показивао необичне слике у замраченим дворанама. 
Истини за вољу треба истаћи да су истим називом означавана два различито изведена уређаја. Оптички принцип је био исти али се слика могла видети на различите начине. Основни облик латерне магике подразумевао је уређај сличан данашњем дија-пројектору. Извор светлости био је пламен лампе потпомогнут једним параболичним огледалом које је појачавало светлост и усмеравало њен сноп у одређеном правцу. Испред извора светлости налазило се сабирно сочиво (познато и као кондензор) које је концентрисало светлосни сноп на стаклену плочу са сликом. На стаклу је тушем и бојама насликана нека пригодна представа (религиозна, морализаторска, предели, измишљена бића или животиње), која је приказивана публици. 
Постојао је и други вид те справе у облику кутије са малим отвором којем се морало прићи, прислонити око на њега и гледати слику у кутији. Призори су мењани уметањем различитих слика на стаклу. Та варијанта „чаробне лампе“ била је чешћа и стизала је до обичног света, као нека врста вашарске забаве. 

## Илузиониста Робертсон
У јеку рационализма, зачудо, владала је опсесивна потреба за магијским ритуалима. На цени је био Велики Албер, књига алхемичарских трикова која је изазивала помодну помаму у палатама богате господе. У таквој клими, крајем 18. века, непосредно после Револуције, у Француској се појавио Белгијанац, илузионист, Е. Г. Робертс, звани Робертсон. Он се хвалио да поседује натприродна својства и способност да комуницира са покојницима. Публика је нагрнула а он је своје приредбе одржавао у пригодном простору – старом капуцинском манастиру. Робертсон је своје представе заснивао на познавању оптике и празноверју људи. Јер његове представе нису биле мађијске већ смишљено коришћење закона преламања и одбијања светлости. Робертсон је са више лампи комбиновао нивое јачине светлости, и вешто пројектовао исти цртеж у две или више величина, па се стицао утисак кретања у претапању. Гледаоци су с зебњом, у потпуном мраку гледали на платно постављено између њих и пројекционог апарата, тако да је заиста било тешко одупрети се утиску да духови лебде у ваздуху. 
Кад више није било публике, Робертсон је решио да обелодани и још једном уновчи своје вештине. Написао је приручник за домаћу употребу „апарата који црта ђаволе по зиду“, и у њему навео идеалне димензије простора за пројекцију, и боју просторије, уз препоруку да платно треба премазати смешом штирка и гумиарабике ради боље прозирности. Робертсон, последњи велики илузионист 19. века, постизао је успехе показујући публици своје фантазмагорије помоћу апарата који предисторија филма бележи под називом фантаскоп. После њега за покретним сликама нису трагали опсенари, већ научници и техничари.